# Юлія Лівія (Лівілла)
Юлія Лівія (лат. Livia Ivlia, чи Claudia Livia Ivlia,  13 рік до н.е. —  31 рік н.е.) — римська матрона, дружина Друза Цезаря. Також її називали Лівіллою.

## Життєпис
Походила з патриціанського роду Клавдіїв. Донька Нерона Клавдія Друза, брата імператора Тиберія, та Антонії Молодшої. У 1 році до н.е. вийшла заміж за Гая Цезаря, онука Августа, але вже у 4 році н.е. овдовіла. 
Згодом стала дружиною Друза Молодшого, сина імператора Тіберія. Мала від нього доньку Юлію і двох синів—близнюків. У 23 році отруїла чоловіка за намовою свого коханця, префекта преторія Луція Елія Сеяна. У Лівілли були й інші коханці, зокрема, її лікар Евдем, співучасник вбивства Друза. Вже після смерті Лівілли в перелюбі з нею був звинувачений Мамерк Емілій Скавр. У 25 році Сеян просив у Тіберія руки Лівілли, однак не отримав дозволу на цей шлюб. Лівілла була постійною суперницею Агріппіни Старшої та налаштовувала проти неї Тіберія, зокрема брала участь у стеженні за її сином Нероном, використовуючи для цього свою доньку Юлію, яка була одружена з Нероном. Злочин Лівілли відкрився лише після падіння Сеяна у 31 році, з листа колишньої дружини Сеяна Апікати. Згідно з однією з версій, Тіберій стратив Лівіллу, а за іншими відомостями, він надав Антонії, матері Лівілли, вирішити долю злочинниці, й та заморила голодом свою доньку. У 32 році пам'ять Лівілли була віддана прокляттю.

## Родина
1. Чоловік — Гай Юлій Цезар Віпсаніан.
Дітей не було
2. Тіберій Друз Клавдій Юлій Цезар Нерон
Діти:
- Юлія Лівія
- Германік Юлій Цезар Молодший
- Тіберій Юлій Цезар Гемел